# Saint-Germain-lès-Corbeil
Saint-Germain-lès-Corbeil ist eine französische Gemeinde mit 7471 Einwohnern (Stand: 1. Januar 2022) im Département Essonne in der Region Île-de-France. Die Gemeinde gehört zum Arrondissement Évry und ist Hauptort (chef-lieu) des Kantons Draveil.
Die Einwohner werden Saint-Germinois genannt.

## Geographie

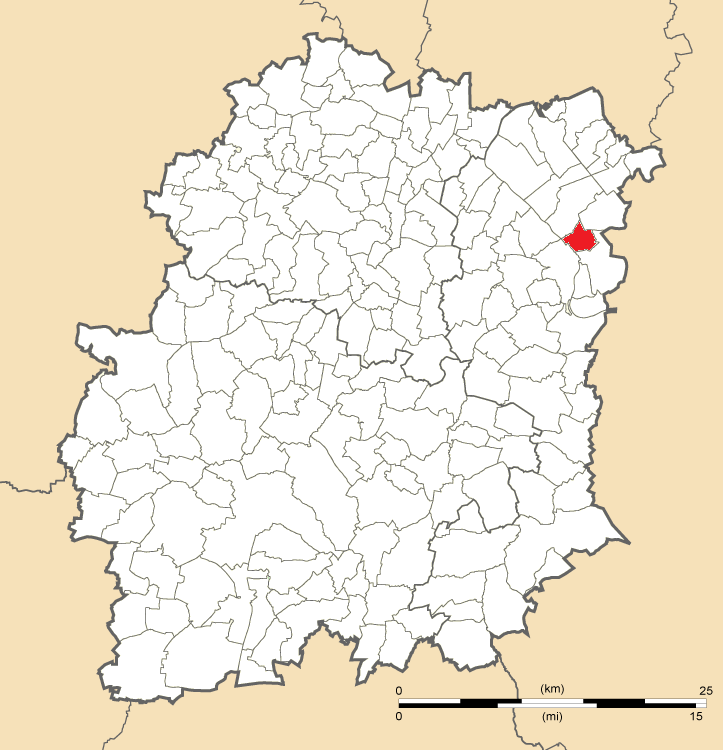
Lage im Département Essonne

Saint-Germain-lès-Corbeil liegt an der Seine.
Durch die Gemeinde führt die Francilienne. Ein kleiner Teil des Forêt de Sénart liegt im Gemeindegebiet.

### Nachbargemeinden
Umgeben ist Saint-Germain-lès-Corbeil von den Nachbargemeinden Étiolles im Norden, Tigery im Nordosten, Saint-Pierre-du-Perray im Osten und Süden sowie Corbeil-Essonnes im Südwesten und Westen.

## Geschichte
In den Revolutionsjahren (bis 1793) hieß die Gemeinde Vieux-Corbeil.
1973 wurde die Gemeinde Teil der ville-novelle Melun-Senart.

### Einwohnerentwicklung
| 1962 | 1968 | 1975 | 1982 | 1990 | 1999 | 2006 | 2011 |
| 563  | 650  | 4379 | 4462 | 6141 | 7051 | 7161 | 7242 |

## Gemeindepartnerschaften
- Wroughton, Wiltshire (England), Vereinigtes Königreich, seit 1987
- Rosbach vor der Höhe, Hessen, Deutschland, seit 1995

## Sehenswürdigkeiten
- Katholische Pfarrkirche Saint-Vincent-Saint-Germain

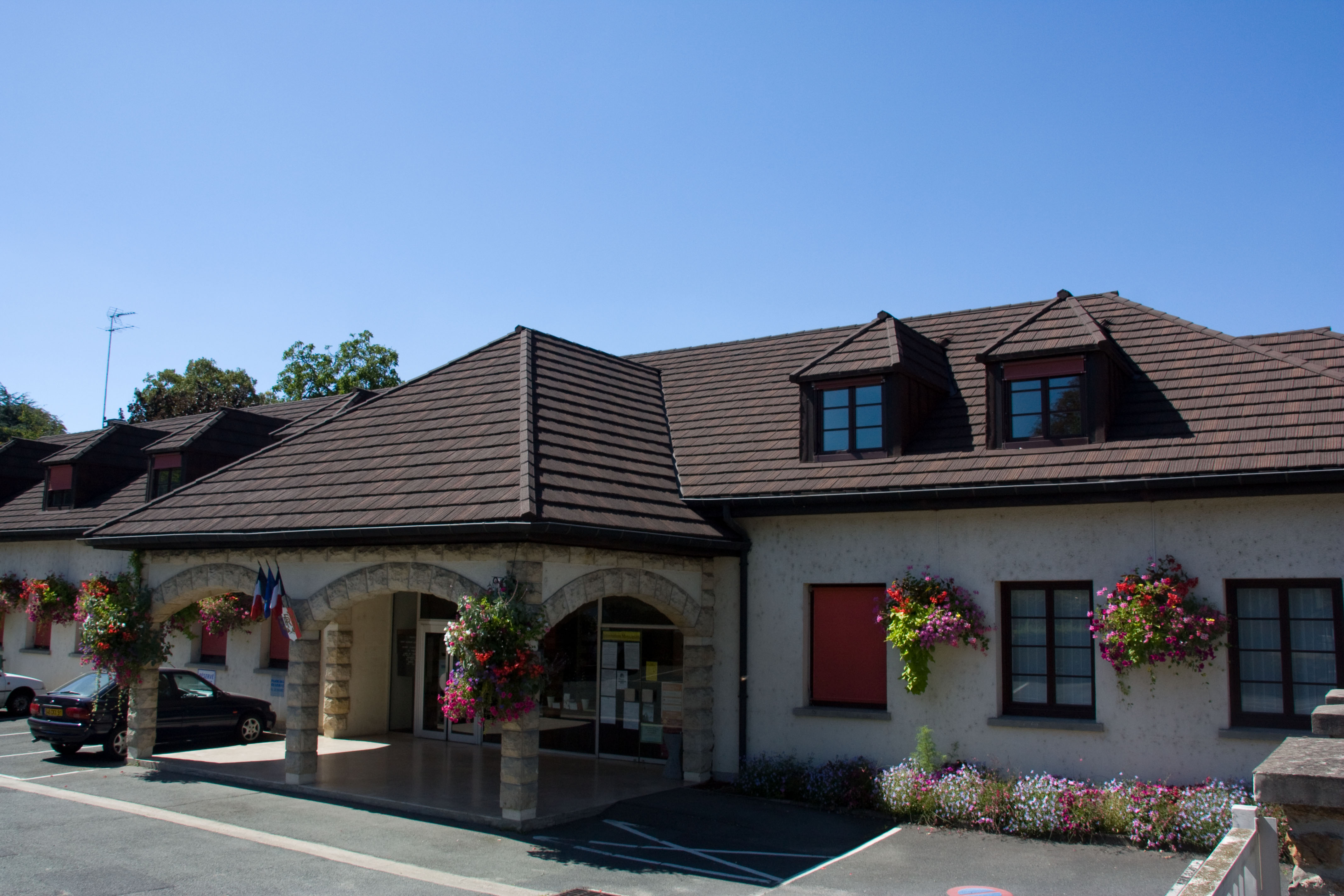
Rathaus von Saint-Germain-lès-Corbeil